# Antimension

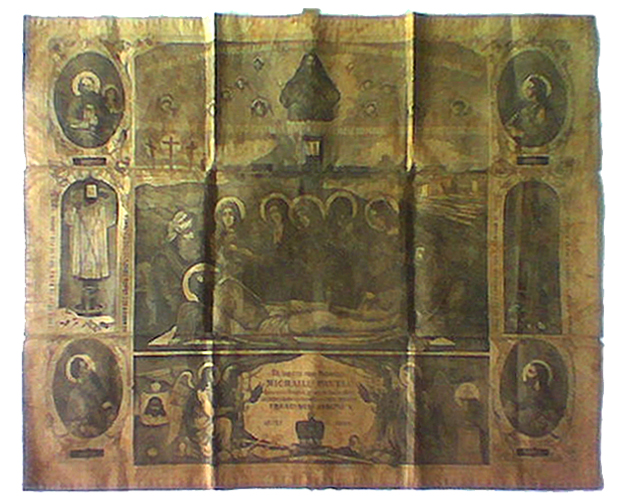
Antimension rumano de Oradea-Mare, Transilvania, 1890.

El antimension (del griego koiné ’Aντιμήνσιον "en sustitución de la mesa"; eslavo eclesiástico: Antimins) es uno de los adornos más importantes del altar en muchas tradiciones litúrgicas de las iglesias orientales. Es una pieza de tela rectangular, tejida en seda o lino, típicamente decorada con representaciones del Descendimiento de la Cruz, los Cuatro Evangelistas, e inscripciones relacionadas con la Pasión de Cristo. Va cosida en él una reliquia de un mártir.
No se permite celebrar la Eucaristía sin un antimension. El antimension se guarda en el centro del altar y se despliega únicamente durante la Divina Liturgia, antes de la anáfora. A final de la Liturgia, el antimension se pliega en tres partes, luego en otras tres, de modo que cuando se despliega las marcas de los pliegues formen una cruz (véase la foto). Cuando está doblado, el antimension se enfunda en una pieza de tela un poco mayor, el eiliton (eslavónico: Iliton)- similar al corporal de los ritos latinos, excepto en que el eiliton es rojo- que se pliega de la misma manera, envolviendo completamente el antimension. Se guarda una esponja natural aplanada dentro del antimension, usada para recoger cualquier miga de la hostia que haya caído en el altar. Cuando el antimension y el eiliton se han doblado se deposita encima de ellos el Evangelio.
El antimension debe de ser consagrado y firmado por un obispo. El antimension, juntamente con el crisma son propiedad del obispo, y es la manera en la que el obispo indica su permiso para que se realicen los Santos Sacramentos en su ausencia. Es, por decirlo de algún modo, la licencia de la iglesia para dar misa. El obispo que quisiera negar este permiso, lo haría retirando de la iglesia el antimension y el crisma. Cuando un obispo visita una iglesia o monasterio de su jurisdicción, entra en el iconostasio e inspecciona el antimension para asegurarse de que se ha cuidado adecuadamente, y que es realmente el que él entregó.
A nadie excepto al obispo se le permite tocar un antimension, sólo al sacerdote o diácono que, al ser un objeto consagrado deberán estar vestidos cuando lo hagan -el diácono deberá estar totalmente vestido, y el sacerdote al menos debeá llevar el epitrachelion (estola) y epimanikia (puños).
El antimension es un altar substituto. Un sacerdote puede celebrar al Eucaristía encima del antimension aunque no haya un altar debidamente consagrado. En emergencias, guerra, o persecución, sirve el antimensión para paliar esa necesidad pastoral.

## Prácticas ortodoxas orientales
Una lámina de madera llamada ţablîtho sustituye al antimension en las iglesias del cristianismo siríaco. Sin embargo no es usada ya por la Iglesia ortodoxa de Antioquía (que sigue las prácticas litúrgicas de Constantinopla, que usa antimension) o la Iglesia asiria del Oriente y la Iglesia católica caldea.
En la Iglesia de Tawahedo etíope, el tâbot es funcionalmente similar al ţablîtho. Sin embargo, esta palabra se usa en el idioma ge'ez (antiguo etíope) para describir el Arca de la Alianza. El Arca es simbólicamente representada por el manbara tábôt ("trono del arca"), un cofre que está encima del altar. El tábot se extrae de allí antes de la anafora, y simboliza la entrega de los Diez Mandamientos.